# Alemanha Ocidental nos Jogos Olímpicos de Inverno de 1980
A Alemanha Ocidental mandou 80 competidores que disputaram dez modalidades nos Jogos Olímpicos de Inverno de 1980, em Lake Placid, nos Estados Unidos. A delegação conquistou 5 medalhas no total, sendo duas de prata, e três de bronze.